# Gaetano Moroni
Gaetano Moroni (17. října 1802 Řím – 3. listopadu 1883 Řím) byl italský bibliograf, papežský hodnostář, bibliofil, spisovatel a učenec, autor známého Dizionario di erudizione storico-ecclesiastica.

## Životopis
Narodil se ve skromné rodině a po absolvování základní školy u bratří křesťanských škol mohl pokračovat ve studiu díky pomoci kamaldulského opata ze San Gregorio al Celio Maura, rozeného Bartolomea Cappellariho, budoucího papeže Řehoře XVI. Po Cappellariho jmenování kardinálem (1825) se Gaetano Moroni stal jeho osobním komorníkem. Jeho zájem o erudovaná studia se objevil poté, co byl jmenován kard. Cappellariho, prefekta Propagandy Fide, aby sestavil obecný a odůvodněný index archivu Propagandy. Při té příležitosti začal sestavovat osobní Repertorium zpráv, které se dozvěděl z četby knih a archivních dokumentů. Moroni působil také jako sekretář při volbách samotného Pia VIII. (1829) a Řehoře XVI. (1830). Moroniho zkušenosti z konkláve byly vypsány v jeho díle Giornale storico-politico-cerimoniale delle sede vacante e il conclave per l'elettorale di Pius VIII e Gregorio XVI, které zůstalo nepublikováno.
Stal se prvním komořím Jeho Svatosti (ital. Aiutante di camera di Sua Santità) Řehoře XVI. a prokázal mimořádné pracovní schopnosti, o čemž svědčí více než sto tisíc dopisů napsaných během pontifikátu Řehoře XVI., a také historické a erudované práce, které napsal z titulu své funkce. Jako bibliofil shromáždil bohatou knihovnu obohacenou mimo jiné o 21svazkovou sbírku římských rytin Giovanniho Battisty Piranesiho, která byla po Moroniho smrti prodána Georgetownské knihovně.
Po smrti Řehoře XVI. (1846) pokračoval ve své činnosti u papeže Pia IX., který ho jmenoval druhým adjutantem komory. V roce 1849 odešel do soukromí a věnoval se studiu a především dokončení největšího díla církevní erudice, jaké kdy v Itálii vzniklo: sto tří svazkové Dizionario di erudizione storico-ecclesiastica (1840-1861) a šest svazků rejstříku (1878-1879). Ačkoli je v současnosti považována za zastaralou, stále představuje mimořádný zdroj dat, která by jinak nebyla k dispozici. Slovník byl dokončen hlavně po smrti Řehoře XVI. Dílo napsal výhradně Moroni, který na něm bez jakýchkoli spolupracovníků pracoval šestnáct hodin denně. Intenzivní činnost Gaetana Moroniho v mnoha ohledech připomíná činnost Francesca Cancellieriho, k jehož žákům se Moroni hlásil.
Ačkoli se těšil úctě a přátelství církevních hodnostářů, učenců a eruditů, například kardinála Wisemana a Antonia Rosminiho, jako spolupracovník Řehoře XVI. byl Gaetano Moroni často terčem posměšků. Giuseppe Gioachino Belli věnoval Ghitaninovi mnoho sonetů, v nichž mu vyčítá jeho skromný původ, že jako chlapec pomáhal otci v holičství, a naznačuje, že papežské přízně dosáhl díky své ženě. Město Řím po něm pojmenovalo ulici v Quartiere Nomentano (nezaměňovat s Vicolo Moroni v Trastevere). Jeho život plný ocenění a poct hluboce narušila předčasná smrt jediného syna, kterému dal na počest papeže jméno Řehoř.

## Dílo
- Cenni cronologici sul sommo pontefice Gregorio XVI. Benátky, Tipografia Emiliana, 1837.
- Le cappelle pontificie cardinalizie e prelatizie. Benátky, Tipografia Emiliana, 1841.
- Dizionario di erudizione storico-ecclesiastica, Benátky, Tipografia Emiliana, 1840-1879.
- Sanseverino: città vescovile dello Stato Pontificio. Benátky, Tipografia Emiliana, 1856.
- Risposta all'autore delle Notizie storiche della Chiesa di Verona intorno alla verità delle sacre reliquie de santi Fermo, Rustico, e Procolo, che conservansi nella chiesa cattedrale della città di Bergamo. Bergamo, per li Fratelli Rossi, 1849.
- Delle pontificie funzioni della settimana santa e del solenne pontificale di Pasqua, descrizione di Gaetano Moroni. Benátky, Tipografie Emiliana, 1842.
- Le cappelle pontificie cardinalizie e prelatizie: opera storico-liturgica, di Gaetano Moroni romano, primo aiutante di camera di Sua Santità Gregorio XVI. Benátky, Tipografia Emiliana, 1841.